# Östliche Dickschwanzspringmaus
Die Östliche Dickschwanzspringmaus (Stylodipus andrewsi) ist eine Nagetierart aus der Gattung der Dickschwanz-Springmäuse (Stylodipus). Sie kommt im Norden der Volksrepublik China und in der Mongolei vor.

## Merkmale
Die Östliche Dickschwanzspringmaus erreicht eine Kopf-Rumpf-Länge von 11,3 bis 13,0 Zentimeter mit einem Schwanz von 13,5 bis 15,0 Zentimeter Länge bei einem Gewicht von etwa 60 Gramm. Die Hinterfußlänge beträgt 50 bis 59 Millimeter, die Ohrlänge 16 bis 18 Millimeter. Das Rückenfell ist strohgelb, der Kopf oberseits grau mit weißlichen Flecken über dem Auge und charakteristischen weißen Flecken hinter den Ohren. Ein weißer Streifen zieht sich über die Hüfte und der Bauch ist vollständig weiß gefärbt. Der Schwanz ist durch subkutanes Fettgewebe auffällig verdickt und mit gelben Haaren bedeckt, die zur Schwanzspitze länger werden und einen flachen federartigen Fächer bilden. Die letzten 30 Millimeter des Schwanzes sind schwarz. Der Hinterfuß besitzt drei Zehen, von denen der mittlere der längste ist, die Sohlen der Füße sind behaart und besitzen einen bürstenartigen Ballen unter den Zehen.
| 1 | · | 0 | · | 1 | · | 3 | = 18 |
| 1 | · | 0 | · | 0 | · | 3 | = 18 |

Im Unterschied zur Westlichen Dickschwanzspringmaus (Stylodipus telum) besitzt die Art obere Prämolare und die Paukenhöhle (Bulla tympanica) ist signifikant größer ausgebildet. Außerdem ist die knöcherne Schnauze (Rostrum) länger und besitzt längere Nasenbeine.
Die Tiere besitzen im Oberkiefer pro Hälfte einen zu einem Nagezahn ausgebildeten Schneidezahn (Incisivus), dem eine Zahnlücke (Diastema) folgt. Hierauf folgen ein Prämolar und drei Molare. Im Unterkiefer besitzen sie dagegen keinen Prämolar. Insgesamt verfügen sie damit über ein Gebiss aus 18 Zähnen.

## Verbreitung
Die Östliche Dickschwanzspringmaus kommt im Norden der Volksrepublik China und der angrenzenden Mongolei vor. In der Volksrepublik China ist sie aus den Provinzen Nei Mongol, Ningxia und Gansu bekannt. In der Mongolei lebt sie in der Wüste Gobi im Bereich der Alashan und Teilen der östlichen und nördlichen Gobi.

## Lebensweise
Die Östliche Dickschwanzspringmaus ist nachtaktiv und lebt in sandigen Halbwüsten, Grasflächen und auch in Nadelwald- und Gebüschhabitaten. Sie ernährt sich von grünen Pflanzenteilen, Wurzeln sowie von Samen. Die Tiere bekommen einmal im Jahr Nachwuchs, der Wurf besteht aus zwei bis vier Jungtieren.

## Systematik
Die Östliche Dickschwanzspringmaus wird als eigenständige Art innerhalb der Gattung der Dickschwanz-Springmäuse (Stylodipus) eingeordnet, die aus drei Arten besteht. Die wissenschaftliche Erstbeschreibung stammt von Glover Morrill Allen aus dem Jahr 1925, der die Art anhand von Individuen am Ussuk vom Camp Ondai Sair in der Mongolei beschrieb. Teilweise wird sie mit der Westlichen Dickschwanzspringmaus (Stylodipus telum) zu einer Art zusammengefasst.
Der Artzusatz im wissenschaftlichen Namen ehrt den US-amerikanischen Zoologen Roy Andrews.

## Status, Bedrohung und Schutz
Die Östliche Dickschwanzspringmaus wird von der International Union for Conservation of Nature and Natural Resources (IUCN) als nicht gefährdet (Least concern) eingeordnet. Begründet wird dies mit dem großen Verbreitungsgebiet und den angenommenen großen Bestände der Art, teilweise auch in Schutzgebieten, sowie dem nicht sehr starken Rückgang der Bestände. Potenzielle bestandsgefährdende Faktoren für diese Art sind nicht bekannt.

## Belege
1. 1 2 3 4 5  Andrew T. Smith: Andrews' Three-Toed Jerboa. In: Andrew T. Smith, Yan Xie: A Guide to the Mammals of China. Princeton University Press, Princeton NJ 2008, ISBN 978-0-691-09984-2, S. 205.
2. ↑  Andrew T. Smith: Family Dipodidae / Subfamily Allactaginae. In: Andrew T. Smith, Yan Xie: A Guide to the Mammals of China. Princeton University Press, Princeton NJ 2008, ISBN 978-0-691-09984-2, S. 198–199.
3. 1 2 3  Stylodipus andrewsi in der Roten Liste gefährdeter Arten der IUCN 2015.4. Eingestellt von: N. Batsaikhan, D. Avirmed, D. Tinnin, A.T. Smith, 2008. Abgerufen am 4. Juli 2016.
4. 1 2  Stylodipus andrewsi (Memento vom 4. Juli 2016 im Internet Archive). In: Don E. Wilson, DeeAnn M. Reeder (Hrsg.): Mammal Species of the World. A taxonomic and geographic Reference. 2 Bände. 3. Auflage. Johns Hopkins University Press, Baltimore MD 2005, ISBN 0-8018-8221-4.
5. ↑  Beolens, Watkins & Grayson: The Eponym Dictionary of Mammals. JHU Press, 2009, S. 12 (Andrews).